# Rhyacophila manistee
Rhyacophila manistee là một loài Trichoptera trong họ Rhyacophilidae. Chúng phân bố ở miền Tân bắc.